# Aria Pro II
Aria pro II est une marque de guitares et de basses électriques, filiale de la marque japonaise Aria. 
Les guitares Aria pro II, fabriquées au Japon à partir de 1975,, possèdent une tête et un corps de formes variées et constituent à l'époque de leurs production et commercialisation, à l'instar des Yamaha et des Ibanez, l'une marques d'« avant-garde » des guitares électriques japonaises sur le marché mondial. La plupart de ces guitares sont fabriquées dans l'usine Matsumoku jusqu'en 1987. La majorité de ces guitares offrent une largue palette de sons du fait de leur configuration "HSS", comprenant un micro double dit humbucker en position chevalet ainsi que deux micros simples en positions intermédiaire et manche. Aria a également commercialisé quelques guitares acoustiques sous le nom Aria Pro II, avant de revenir au nom Aria à la fin des années 1970.
Dans les années 1980, Aria Pro II commercialise sa première basse, la SB-1000, qui est la première basse japonaise haut de gamme sur le marché international. Elle possède un seul micro, un humbucker, boosté par un préampli intégré de 18V, six réglages de tonalité, un corps en frêne et un manche traversant de 24 cases, fait de cinq parties.
Le guitariste Jeff Walker, leader du groupe de metal Carcass, à l'époque[Quand ?] en contrat avec la marque, jouait sur une Aria pro II, notamment pour l'album Heartwork.
Le bassiste Cliff Burton de Metallica a également joué sur une Aria pro II (la basse SB-1000). Après sa mort, la marque a sorti un modèle signature à titre posthume en exemplaires limités.

## Galerie

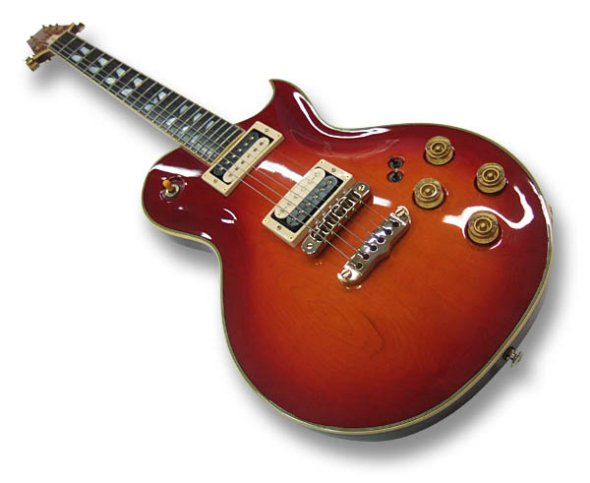
Aria Pro II PE-R100
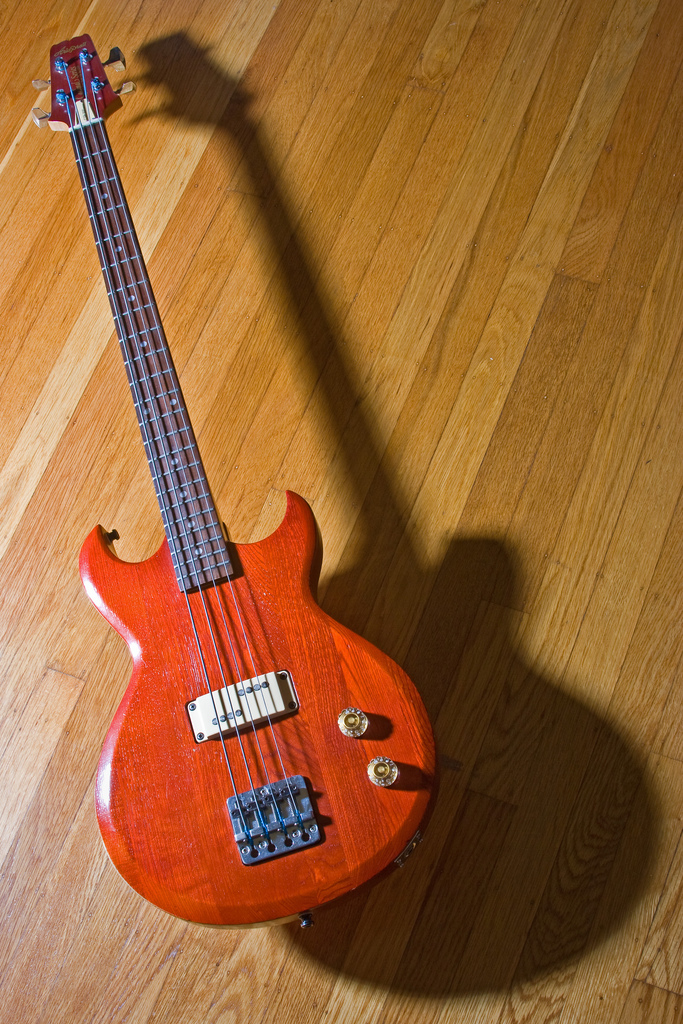
Aria Pro II Cardinal Series CSB-300 Basse
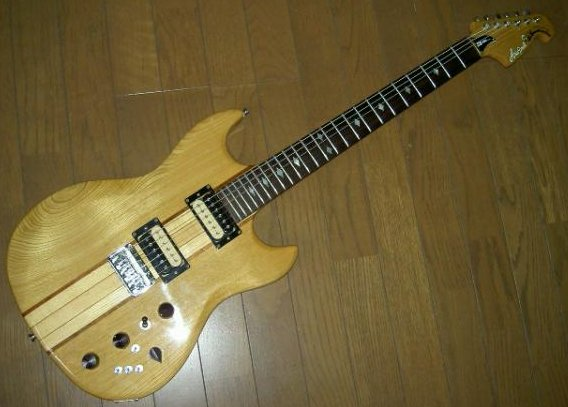
Aria Pro II Tri Sound TS-600.
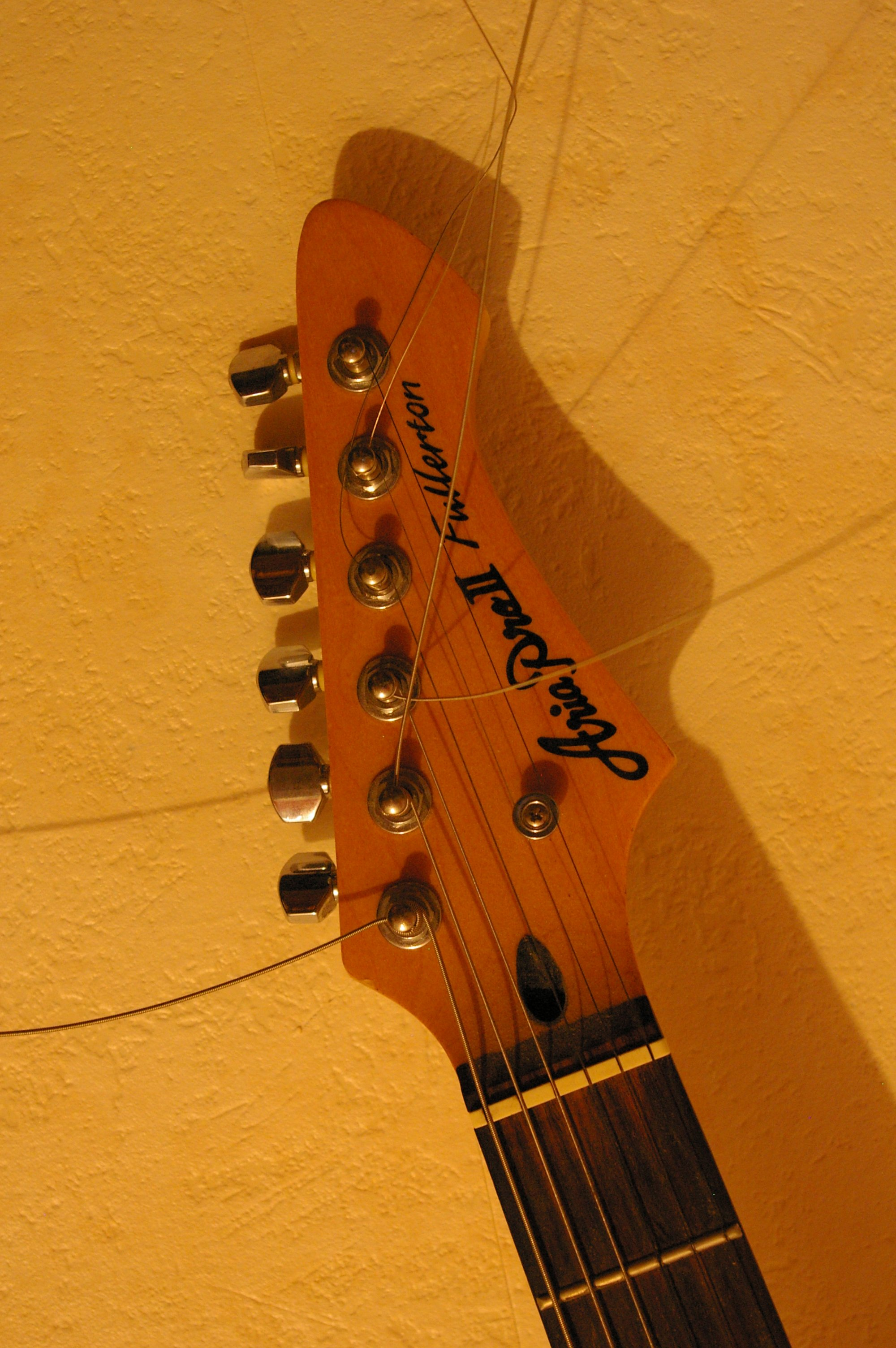
Tête d'une guitare Aria Pro II
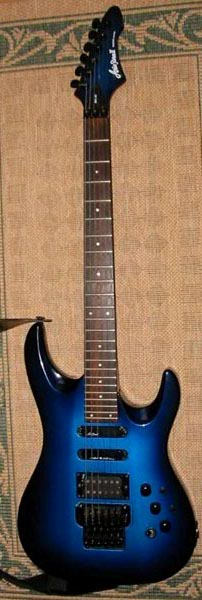
Aria Pro II MA 40.